# Rinzia communis
Rinzia communis är en myrtenväxtart som beskrevs av Malcolm Eric Trudgen. Rinzia communis ingår i släktet Rinzia och familjen myrtenväxter. Inga underarter finns listade i Catalogue of Life.